# 13 à table ! 2016
Pour les articles homonymes, voir Treize à table (homonymie).
13 à table ! 2016 est le deuxième recueil de nouvelles de la série 13 à table ! éditée au profit des Restos du Cœur.

## Histoire
À partir de 2014, les éditions Pocket s'associent avec toute la chaîne du livre afin de proposer un ouvrage publié au profit des Restaurants du Cœur. Le projet est entièrement bénévole et le livre est proposé au prix de 5 euros. Sur la couverture du livre, on peut alors lire « 1 livre acheté = 3 repas distribués », précisant les bénéfices reversés à l'association.
Après le succès de cette première édition qui aurait permis de distribuer près de 1 400 000 repas, l'opération est reconduite l'année suivante avec la sortie le 5 novembre 2015 de ce recueil sur la couverture duquel on peut cette fois lire « 1 livre acheté = 4 repas distribués ».

## Les nouvelles
Le recueil est composé de douze nouvelles, chacune d'un auteur différent, qui s'articulent autour d'un thème commun : frère et sœur.

### Cent ballesdeFrançoise Bourdin
Charles est travailleur et a réussi, son frère Florian, contemplatif, a tout raté et lui emprunte souvent "100 balles". L'amour familial sera-t-il plus fort que leurs différences ? 

### La Seconde MortedeMichel Bussi
Aurélie a toujours vécu dans l'ombre de sa grande sœur parfaite. Jusqu'à quand ?

### Ceci est mon corps, ceci est mon péchédeMaxime Chattam
Une enquête sur les traces d'un serial killer insaisissable.

### Frères CoendeStéphane De Groodt
Stéphane de Groodt en quête inquiète d'une interview de la fratrie de réalisateurs.

### La Main sur le cœurdeFrançois d'Épenoux
Une mère tente de réconcilier ses trois enfants brouillés par une histoire d'héritage.

### AleynadeKarine Giébel
Aleyna, lycéenne d'origine turque tente d'échapper à son mariage forcé...

### Tu peux tout me diredeDouglas Kennedy
L'auteur se souvient de confidences faites à sa tante.

### Fils uniqued'Alexandra Lapierre
Paul adore les familles nombreuses. Malheureusement pour lui, il est fils unique, ses parents âgés disparaissent assez vite et il ne peut pas avoir d'enfants... Il n'a donc pas de parent proche. À moins que...

### Karen et moid'Agnès Ledig
Le héros rencontre une jolie fille grâce à une alerte incendie à l'hôtel. Une rencontre qui va sans aucun doute changer sa vie...

### La Robe bleuedeNadine Monfils
Rose a une vie pourrie : pas belle, douée pour rien, elle a vécu une enfance terne entre les moqueries des autres et l'indifférence de ses parents. Mais son quotidien est bien vite illuminé par des rêves romantiques...

### Le Premier Rom sur la LunedeRomain Puértolas
L'histoire du premier Rom sur la Lune, tout simplement...

### Jumeaux, trop jumeauxdeBernard Werber
Deux jumeaux séparés à la naissance sont réunis par le FBI dans le cadre d'une enquête criminelle. Leur incroyable connexion les accusera-t-elle ou leur permettra-t-elle de se sauver ?

## Critiques
Sur SensCritique, 13 à table ! 2016 est noté 6,5/10 sur une base de 99 votes d'internautes. Sur Babelio, le recueil obtient une note moyenne de 3,6/5 basée sur 395 notes.
Une analyse des critiques disponibles nouvelle par nouvelle fait ressortir un très bon accueil général des contributions de Karine Giébel (Aleyna), Michel Bussi (La Seconde Morte) et Agnès Ledig (Karen et moi) ainsi qu'un accueil très mitigé de Tu peux tout me dire de Douglas Kennedy et des avis très tranchés et partagés à propos du déroutant Frères Coen signé Stéphane De Groodt.